# 恩特雷里奥斯 (塔里哈省)
恩特雷里奥斯是玻利維亞的城鎮，由塔里哈省負責管轄，位於該國南部，距離首府科恰班巴110公里，海拔高度1,233米，每年平均降雨量1,300毫米，2007年人口約2,800。

## 外部連結
- Map of province

21°31′35″S 64°10′24″W / 21.52639°S 64.17333°W